# Sext Pacuvi
Sext Pacuvi (en llatí Sextus Pacuvius) va ser un magistrat romà del segle i aC. Formava part de la família dels Pacuvis, procedents de la Campània.
Va ser tribú de la plebs l'any 27 aC quan Octavi va rebre el títol d'august amb el que seria conegut, i Pacuvi es va dedicar a adular al nou cap d'estat. Diu Dió Cassi que algunes autoritats explicaven que el seu nom era "Apudi", però sembla que Pacuvi era el cognomen adequat, confirmat per Macrobi, que explica que el tribú de la plebs Sext Pacuvi va proposar un plebiscit per donar el nom d'August al mes Sextilis, que es va aprovar amb el nom de lex Pacuvia. Probablement és el mateix personatge que Pacuvi Taure, de qui August es va riure quan durant tot un dia Pacuvi li va estar demanant un congiarium, un present.
Un Sext Pacuvi Taure, mencionat per Plini, que va ser edil plebeu, va viure en una època anterior.